# Elenco de María la del Barrio
María la del Barrio (no Brasil e em Portugal: Maria do Bairro) é uma telenovela mexicana produzida pela Televisa e exibida pelo Canal de las Estrellas de 14 de agosto de 1995 a 3 de maio de 1996, em 185 capítulos. Baseada em Los ricos también lloran (1979), que por sua vez é um remake da produção venezuelana Raquel (1973),. María la del Barrio é a última telenovela da chamada Trilogía de las Marías, da qual também fazem parte María Mercedes (1992) e Marimar (1994). Tem por argumento a história de uma garota vivaz e graciosa que, após a morte da madrinha, é levada para morar na mansão de uma rica e influente família pelo patriarca e se apaixona por um dos filhos dele, tendo que vencer a hostilidade dos demais moradores.

## Elenco
| Ator/atriz                     | Personagem                                                            |
| ------------------------------ | --------------------------------------------------------------------- |
| Thalía                         | Maria Hernández Lorráz / Maria Hernández de la Vega (Maria do Bairro) |
| Fernando Colunga               | Luís Fernando de la Vega                                              |
| Itati Cantoral                 | Soraya Montenegro de la Vega / Soraya Montenegro de Montalbán         |
| Ricardo Blume                  | Fernando de la Vega                                                   |
| Irán Eory                      | Vitória de la Vega                                                    |
| Héctor Soberón                 | Vladimir de la Vega                                                   |
| Montserrat Gallosa             | Vanessa de la Vega                                                    |
| Carmen Salinas                 | Agripina Perez                                                        |
| René Muñoz                     | Veracruz                                                              |
| Ana Patrícia Rojo              | Penélope Linhares                                                     |
| Meche Barba                    | Guadalupe Linhares (Lupe)                                             |
| Rebeca Manríquez               | Carlota                                                               |
| Sílvia Caos                    | Calixta Popoca                                                        |
| Beatriz Moreno                 | Filipa                                                                |
| Raúl Padilla                   | Urbano Gonzales                                                       |
| Aurora Molina                  | Casilda Perez Lorráz                                                  |
| Tito Guízar                    | Padre Honório                                                         |
| Jéssica Jurado                 | Verônica Robles de Castilho / Verônica de Castilho Barena             |
| Emilia Carranza                | Raymunda Robles de Castilho                                           |
| Claudia Ortega                 | Antonia (Tonha)                                                       |
| Sebastián Garza                | Pedro                                                                 |
| Alejandra Procuna              | Brenda Ramos del Real                                                 |
| Pituka de Foronda              | Carolina (Dona Carol)                                                 |
| Roberto Ballesteros            | Fantasma                                                              |
| Gloria Izaguirre               | Alice                                                                 |
| Enrique Muñoz                  | Murillo                                                               |
| Isabel Martínez "La Tarabilla" | Roberta                                                               |
| Jorge Cáceres                  | Osvaldo Trevino                                                       |
| Yadira Santana                 | Rufina                                                                |
| Amara Villafuerte              | Délia                                                                 |
| Rafael del Villar              | Dr. Torres                                                            |

### Elenco da segunda e terceira fase
- Nota: todos os personagens da primeira fase, exceto Brenda, Fantasma e Cacilda, também fazem parte da segunda fase da telenovela.

| Ator/atriz           | Personagem                                                |
| -------------------- | --------------------------------------------------------- |
| Ludwika Paleta       | Maria dos Anjos de la Vega Hernández (Tita)               |
| Osvaldo Benavides    | Fernando Peres / Fernando de la Vega Hernández (Nandinho) |
| Yuliana Peniche      | Alícia Smith Montalbán                                    |
| Ariadna Welter       | Esperança Calderón                                        |
| Manuel Saval         | Oscar Smith Montalbán                                     |
| Sebastián Ligarde    | Gonçalo Dorantes                                          |
| Ninón Sevilla        | Caridade                                                  |
| Roberto Blandón      | José Maria Cano                                           |
| Adriana Rojo         | Lua                                                       |
| Mauricio Aspe        | Aldo Armenteros                                           |
| Enrique Lizalde      | Abelardo Armenteros                                       |
| Daniel Gauvry        | Clemente Barena                                           |
| Rocío Sobrado        | Graça Valdez                                              |
| Irma Torres          | Diretora Chávez                                           |
| María Prado          | Rosenda                                                   |
| Irlanda Mora         | Grimelda (Leoa)                                           |
| Patricia Martínez    | Romélia Aguado                                            |
| Beatriz Monroy       | Tísica                                                    |
| Angelina Martínez    | Bertha                                                    |
| Ariel López Padilla  | Dr. Daniel Ordonhes                                       |
| Natasha Dupeyrón     | Perlinha Ordonhes                                         |
| Estebán Moldován     | Carlinhos Ordonhes                                        |
| Frances Ondiviela    | Cecília                                                   |
| Araceli Ibarra       | Aurelia                                                   |
| António Medellín     | Dr. Carreiras                                             |
| Lilia Michel         | Irmã Matilde                                              |
| Juan António Edwards | Dr. Rodrigo Soares                                        |
| Sara Montes          | Elisa                                                     |
| Arturo Muñoz         | Dr. Ricardo Mejía                                         |
| Genoveva Perez       | Dona Balbina Mejía                                        |
| Eva Calvo            | Dona Remédios Ordonhes                                    |
| Aurora Cortés        | Dona Maruca                                               |
| Alejandro Tommasi    | Dr. Keller                                                |
| Javier Ruán          | Detetive Zamora                                           |
| Eduardo Arroyuelo    | Más Notas                                                 |
| Rodrigo Abed         | Bernardo                                                  |
| Margarita Magaña     | Elizabeth                                                 |
| Mario Carballido     | Jerry                                                     |
| Marcela Matos        | Marcela                                                   |
| Eric del Castillo    | Juiz                                                      |
| Lourdes Reyes        | Elba Sanches                                              |
| Carmen Salas         | Natália                                                   |
| Janet Candiani       | Amada                                                     |
| Karla Graham         | Glenda                                                    |
| Helen Orcada         | Pilar                                                     |
| Enrique Muñoz        | Agente Murillo                                            |
| Esteban Franco       | Agente do Ministério Público                              |
| Ricardo Vera         | Camilo Macías                                             |
| Roxana Saucedo       | Sara                                                      |
| Milagros Rueda       | Roberta                                                   |